# Marie NDiaye
Pour les articles homonymes, voir N'Diaye.
Marie NDiaye,, née le 4 juin 1967 à Pithiviers dans le Loiret, est une femme de lettres française, ayant notamment remporté le prix Femina en 2001 pour Rosie Carpe et le prix Goncourt en 2009 pour Trois Femmes puissantes.

## Biographie

### Famille et jeunesse
Marie NDiaye est née à Pithiviers, près du collège Denis-Poisson, dans le Loiret, à moins de cent kilomètres au sud de Paris, de mère française et de père sénégalais. Ses parents se sont connus étudiants en Île-de-France au milieu des années 1960. Elle passe son enfance dans la banlieue parisienne, à Bourg-la-Reine. Son père regagne l'Afrique alors qu'elle n'a qu'un an. Sa mère, professeure de sciences naturelles dont les parents étaient agriculteurs dans la plaine de la Beauce, élève donc seule Marie et son frère aîné, le futur historien et ministre Pap Ndiaye,,. Marie combat un léger bégaiement.

### Débuts d'écrivaine
Elle commence à écrire vers l'âge de 12-13 ans. Élève en terminale au lycée Lakanal de Sceaux à l'âge de 17 ans, elle est repérée par Jérôme Lindon, directeur des Éditions de Minuit, qui publie son premier ouvrage, Quant au riche avenir. La parution de cette œuvre amène aussi sa rencontre avec celui qui allait devenir son mari, le futur écrivain Jean-Yves Cendrey, qui lui envoie une lettre de lecteur à laquelle elle répond. Sa première œuvre lui permit aussi d'obtenir une bourse pour étudier pendant un an à la Villa Médicis à Rome.
À 22 ans, elle revoit son père au Sénégal, au cours d'un premier voyage en Afrique. Elle relate cette rencontre ainsi : « Je ne reconnaissais rien, vraiment rien. Il n’y a strictement aucune transmission dans les gènes qui fait que quand on se retrouve dans le pays d’où vient son père, on se dise "ah, oui, bien sûr, c’est chez moi !". C’était au contraire profondément étrange, très autre, mais autre dans le sens attirant, pas déplaisant. »

### Années 2000
De 2001 à 2007, elle vit avec son mari Jean-Yves Cendrey et ses trois enfants dans un village situé près de La Réole[réf. souhaitée], en Gironde, sur les rives de la Garonne.

#### Départ à Berlin
Dans une interview publiée par Les Inrockuptibles le 30 août 2009, elle déclare à propos de la France de Sarkozy : « Je trouve cette France-là monstrueuse. Le fait que nous [avec son compagnon et leurs enfants — ndlr] ayons choisi de vivre à Berlin depuis deux ans est loin d'être étranger à ça. Nous sommes partis juste après les élections, en grande partie à cause de Sarkozy, même si j'ai bien conscience que dire ça peut paraître snob. Je trouve détestable cette atmosphère de flicage, de vulgarité… Besson, Hortefeux, tous ces gens-là, je les trouve monstrueux. »
Ces déclarations déclenchent les foudres du député UMP de Seine-Saint-Denis, Éric Raoult. Celui-ci écrit au ministre de la Culture, Frédéric Mitterrand en lui demandant de lui indiquer sa position sur ce dossier, et ce qu'il compte entreprendre en la matière ; Raoult prétend en effet qu'un prix Goncourt devrait respecter un « devoir de réserve » à l'égard de l'État français et s'abstenir de toute critique envers ses dirigeants . Le ministre refuse de trancher; l'avocat maître Eolas récompense à cette occasion Eric Raoult du prix Busiris, décerné pour les affirmations « juridiquement aberrantes », le «devoir de réserve» ne s'appliquant évidemment pas aux lauréats de prix littéraires, mais uniquement, et dans certains cas spécifiques, aux fonctionnaires . S'inscrivant en porte-à-faux contre Éric Raoult, le porte-parole de l'UMP Dominique Paillé réaffirme le droit à la liberté d'expression. 
Le retour de la gauche au pouvoir ne signe pas son retour en France,.

### Romans, théâtre, cinéma
Marie NDiaye publie son premier roman, Quant au riche avenir, aux Éditions de Minuit, à dix-sept ans. La Quinzaine littéraire souligne en 1985 qu'« elle est déjà un grand écrivain. Elle a trouvé une forme qui n'appartient qu'à elle pour dire des choses qui appartiennent à tous. » Sortent ensuite Comédie classique (1987), récit romanesque de 124 pages écrit en une phrase, La Femme changée en bûche (1989), En famille (1991), La Sorcière (1996), Hilda (théâtre, 1999), La Naufragée (1999), Providence (2001).
Elle reçoit le prix Femina en 2001 avec son roman Rosie Carpe dès le premier tour par 9 voix sur 12. 
Sa pièce de théâtre Papa doit manger, publiée en 2003, figure au répertoire de la Comédie-Française.
En 2005, elle publie Autoportrait en vert puis Le Souhait et, en 2007, Mon cœur à l'étroit.
En 2009, elle s'essaie à une nouvelle expérience et participe à l'écriture du scénario du film White Material de Claire Denis, dont elle dit qu'elle est plus « africaine » qu'elle, car elle a passé son enfance au Cameroun. Le film décrit l'histoire d'une Française à la tête d'une plantation de café en Afrique en pleine guerre civile.
Elle reçoit le prix Goncourt 2009 pour Trois Femmes puissantes, roman initialement tiré à 15 000 exemplaires mais qui, avec le succès auprès du public, a connu un tirage total de 440 000 exemplaires après dix réimpressions,.
Elle publie en 2011 Les Grandes Personnes (théâtre), puis en 2013 Ladivine qui conte le destin tourmenté de trois générations de femmes, dont la grand-mère était noire.
En 2021 paraît La vengeance m'appartient, qui est salué par la critique.

## Controverse avec Marie Darrieussecq
En 1998, elle sort de sa réserve en adressant une lettre aux médias dans laquelle elle accuse l'écrivaine Marie Darrieussecq de « singerie ». Selon elle, cette dernière s'est fortement inspirée de La Sorcière publié deux ans plus tôt pour écrire son deuxième roman Naissance des fantômes, comme le rapporte alors le journal Libération. 
Marie Darrieussecq répond à ces accusations dans un essai littéraire, Rapport de police, dans lequel elle s'estime victime de « plagiomanie » (de calomnie par l'accusation de plagiat).

## Relation à l'Afrique: «un métissage tronqué»
Jusqu'à Trois Femmes puissantes, en 2009, Marie NDiaye n'avait jamais évoqué l'Afrique dans son œuvre pourtant abondante et variée. Elle s'est peu expliquée sur ce choix de « retour aux sources » africaines de son père pour ce dernier roman. C'est à Berlin qu'elle déclare avoir retrouvé le « chemin du baobab ». Elle refuse l'image de « métisse » ou d'Africaine que de nombreuses personnes ont d'elle : « Cela renvoie une image qui n’est pas la mienne. Mon père est rentré en Afrique quand j’avais un an. Je n’ai jamais vécu avec lui. J’ai grandi en banlieue, je suis 100 % française, avec les vacances dans la Beauce… On pense à tort que j’ai la double nationalité, la double culture. Mais je ne suis pas gênée que l’on dise de moi au Sénégal que je suis africaine. »
« Je regrette depuis toujours de ne pas avoir de double culture alors que j'étais dans une situation idéale pour l'avoir », explique-elle à l'hebdomadaire panafricain Jeune Afrique édité à Paris. « Je n'ai pas eu une enfance africaine, je ne l'aurai jamais. À 42 ans, il est trop tard pour acquérir une double culture. Aujourd'hui, j'ai plutôt conscience de ce que c'est de ne pas en avoir, de ce que représente un métissage tronqué dont on n'a que les apparences », a-t-elle ajouté.
Dans un entretien avec Télérama, en septembre 2009, elle revient sur cette relation « un peu étrange et assez lointaine » avec le continent africain : « J'y ai fait un premier voyage relativement tard, vers l'âge de 20 ans, à la fin des années 80 donc, et un second il y a trois ans avec la cinéaste Claire Denis avec qui je collaborais à un scénario. C'est très peu. » « De ce fait, ma relation à l'Afrique est un peu rêvée, abstraite, au sens où l'Afrique, dans ma tête, est plus un songe qu'une réalité. En même temps, je suis attirée, incontestablement, mais de manière contradictoire, parce que j'aurais pu sans peine faire des voyages plus fréquents là-bas. Mais il y a peut-être de ma part une sorte de crainte, je ne sais pas précisément de quoi », a-t-elle poursuivi.

Elle précise sa pensée dans Les Inrockuptibles[source insuffisante] : 

« la seule chose qui change quand on a une origine africaine, c’est qu’on est noir, c’est visible. Mais c’est tout. […] J’ai été élevée dans un "univers 100 % français". Dans ma vie, l’origine africaine n’a pas vraiment de sens – sinon qu’on le sait à cause de mon nom et de la couleur de ma peau. Bien sûr, le fait d’avoir écrit des histoires où l’Afrique est présente peut paraître contradictoire. Je suis allée deux ou trois fois en Afrique, c’est un lieu qui m’intrigue, me fascine aussi, car je sens que j’y suis radicalement étrangère. »
« Quand j’y suis et que les gens voient mon nom et la couleur de ma peau, ils pensent que je suis des leurs. Or, par mon histoire, c’est faux. J’ai souvent rencontré des Français qui ont été élevés en Afrique et qui sont plus africains que moi. Alors qu’eux, en Afrique, dans le regard des autres, ils restent étrangers… Ironiquement, c’est en France que je peux paraître étrangère. »

En 1992, lorsqu'un universitaire spécialiste de littérature africaine, Jean-Marie Volet, la sollicite pour la « classer » comme auteur sénégalais, la native de Pithiviers lui répond dans une lettre : « n'ayant jamais vécu en Afrique et pratiquement pas connu mon père (je suis métisse), je ne puis être considérée comme une romancière francophone, c'est-à-dire une étrangère de langue française, aucune culture africaine ne m'a été transmise. » Elle explique aussi qu'on peut être noir sans être africain : « il me semblait important de le préciser, ne sachant si vous étudiez aussi des romancières aussi superficiellement africaines que je le suis. »

À l'occasion de la publication de Ladivine, Marie NDiaye prend de nouveau ses distances avec l'Afrique et la « condition noire » : 

« Je n’écris ni en tant que femme, ni en tant que femme noire. Je ne me définis pas comme une femme noire, née en France en 1967. Ce sont des notions factuelles qui n’ont pas d’importance, s’agissant de mon écriture. J’écris en tant qu’être humain. »
« Je ne suis pas un écrivain engagé. L’écrivain engagé a tendance à être peu subtil car il doit faire passer un message. Dans ses textes, il n’y a pas de place pour l’ambiguïté. Moi, au contraire, j’aime travailler dans l’ambivalence parce qu’il me semble qu’elle nous fait réfléchir davantage. »

## Esthétique de l'ambiguïté
Selon Marie NDiaye, ce qui fait un grand roman, c'est d'abord le travail sur l'esthétique, la musicalité, puis la psychologie des personnages. Elle déclare : « je cherche la musique des phrases, l’harmonie souterraine qui se dégage d’un livre d’imagination et qui fait que l’on a l’impression qu’il n’aurait pas pu être écrit autrement. »
Elle se définit comme une romancière de « l'ambiguïté ». Le journaliste et critique littéraire Hugo Pradelle la qualifie de « romancière d’un inconfort singulier ». Il considère qu'elle est tout à la fois « réaliste, inscrite dans son époque » et « toujours à la limite d’un fantastique ou d’un étrange qui altère le réel, le perturbe légèrement, le décale. » Marie-Laure Delorme souligne que, dans le roman La Cheffe, « l'ambiguïté est maintenue tout au long de l'histoire » : on ne sait jamais si les propos du narrateur sont fiables ou s'il glisse dans la folie.

## Œuvres

### Romans et nouvelles
- Quant au riche avenir, Minuit, 1985  (ISBN 2-7073-1018-2)
- Comédie classique, P.O.L, 1987  (ISBN 2-86744-082-3)
- La Femme changée en bûche, Minuit, 1989  (ISBN 2-7073-1285-1)
- En famille, Minuit, 1990  (ISBN 2-7073-1367-X)
- Un temps de saison, Minuit, 1994  (ISBN 2-7073-1474-9)
- La Sorcière, Minuit, 1996  (ISBN 2-7073-1569-9) Adapté en bande dessinée sous le même titre (2018, scénario, dessin et couleurs de  Benoît Guillaume, éditions Actes Sud)
- En Chine 1 et 2, dans Dix, recueil de nouvelles collectif, Grasset / Les Inrockuptibles, 1997  (ISBN 2-246-54701-6)
- La Naufragée, Flohic, 1999  (ISBN 2842340620)
- Rosie Carpe, Minuit, 2001  (ISBN 2-7073-1740-3)
- Tous mes amis (nouvelles), Minuit, 2004  (ISBN 2-7073-1859-0)
- Autoportrait en vert, Mercure de France, 2005  (ISBN 2-7152-2481-8)
- Mon cœur à l'étroit, Gallimard, 2007  (ISBN 978-2-07-077457-9)
- Trois femmes puissantes, Gallimard, 2009  (ISBN 978-2-07-078654-1)
- Y penser sans cesse (photographies de Denis Cointe), L'Arbre vengeur, 2011  (ISBN 9-782916-1417-18)
- Ladivine, Gallimard, 2013  (ISBN 978-2070126699)
- La Cheffe, roman d'une cuisinière, Gallimard, 2016  (ISBN 978-2070116232)
- Un pas de chat sauvage (nouvelle), Flammarion / Musée d'Orsay, 2019  (ISBN 9782081485129)
- La vengeance m'appartient, Gallimard, 2021  (ISBN 9782072841941)[29]
- Le bon Denis, Mercure de France, 2025  (ISBN 978-2715266223)

### Théâtre
- Hilda, Minuit, 1999  (ISBN 2-7073-1661-X)
- Papa doit manger, Minuit, 2003  (ISBN 2-7073-1798-5)
- Rien d'humain, Les Solitaires Intempestifs, 2004  (ISBN 2-84681-095-8)
- Les Serpents, Minuit, 2004  (ISBN 2-7073-1856-6)
- « Providence » in Puzzle, Jean-Yves Cendrey et Marie NDiaye, Gallimard, 2007 (première édition : Comp'Act, 2001)
- Avec Jean-Yves Cendrey : « Toute vérité » in Puzzle, Jean-Yves Cendrey et Marie NDiaye, Gallimard, 2007  (ISBN 978-2-07-078183-6)
- Les Grandes Personnes, Gallimard, 2011  (ISBN 978-2-07-013193-8)
- Te craindre en ton absence, 2014
- Trois Pièces (« Honneur à notre élue », « Délivrance », « Berlin mon garçon »), Gallimard, 2019  (ISBN 978-2-07-284189-7)
- Royan. La professeure de français, Gallimard, 2020, 70 pages  (ISBN 978-2-07-292695-2)

### Romans jeunesse
- La Diablesse et son enfant, illustration Nadja, École des loisirs, 2000  (ISBN 2211056601)
- Les Paradis de Prunelle, illustration Pierre Mornet, Albin Michel Jeunesse, 2003  (ISBN 2-226-14068-9)
- Le Souhait, illustration d'Alice Charbin, École des loisirs, 2005  (ISBN 2211079628)

### Traduction
- « Livre de Ruth » (avec Aldina da Silva) et « Livre de Judith » (avec Maurice Roger) dans La Bible, Paris, Bayard, 2001.

## Distinctions
- Prix Femina 2001 pour Rosie Carpe
- Prix SACD 2003 : Prix Nouveau Talent Théâtre de la SACD
- Prix Goncourt 2009 pour Trois Femmes puissantes[30]
- Jürgen Bansemer & Ute Nyssen Dramatikerpreis (Allemagne) 2010[31]
- Spycher Literaturpreis Leuk (Suisse) 2011
- Prix Nelly-Sachs de la ville de Dortmund 2015[32]
- Festival de Bastia, Arte Mare 2018 : Prix Ulysse pour l'ensemble de son œuvre
- Prix Marguerite-Yourcenar 2020 pour l'ensemble de son œuvre[33]
- Prix de la Librairie théâtrale 2021 pour Royan. La professeur de français[34]
- Grand prix de l'Académie de Saintonge 2021 pour Royan, la professeure de français.
- Prix de l'État autrichien pour la littérature européenne 2023 pour l'ensemble de son œuvre.